# Provincia de Canarias
Canarias fue una antigua provincia española formada por el archipiélago canario (que englobaba a todas las islas Canarias) en la circular de noviembre de 1833 con la que el secretario de estado de Fomento Javier de Burgos, creó un estado centralizado dividido en 49 provincias. Esta provincia tenía su única capital en Santa Cruz de Tenerife. Tras la división provincial en 1927 esta provincia quedó integrada por la provincia de Santa Cruz de Tenerife que englobó las islas occidentales de Canarias, mientras que la provincia de Las Palmas abarcaba las islas orientales.

## Historia
El 30 de noviembre de 1833 se creó la provincia de Canarias, a la que la Constitución de Cádiz de 1812 instituye con capital en Santa Cruz de Tenerife. Esta decisión no agradó a la sociedad de la isla de Gran Canaria, a pesar de que hasta ese momento, la ciudad que ejercía desde hacía tres siglos como capital de facto del archipiélago canario era la ciudad de San Cristóbal de La Laguna situada en la propia isla de Tenerife.
En 1912, se crea la Ley de Cabildos, para intentar satisfacer a ambas partes. Esto no agradó a los que pedían la división provincial, especialmente desde Gran Canaria, y a los que abogaban por la autonomía regional, mayoritariamente desde Tenerife.
En 1927, durante la dictadura del general Primo de Rivera la hasta entonces provincia de Canarias se dividió en dos: la mitad oriental daría lugar a la provincia de Las Palmas, quedando la occidental denominada desde ese momento con el nombre de provincia de Santa Cruz de Tenerife.
Es la única provincia que se ha dividido desde dicho proyecto, ocasionando que de 49 se haya pasado a las 50 que actualmente existen en España. 
Territorialmente coincide con la intendencia creada en su afán reorganizador del primer Borbón Felipe V.
No figura como tal en las 38 prefecturas de 1810 en las que, según el proyecto del clérigo Llorente, el rey José I intentó ordenar el territorio al estilo de las establecidas en Francia.
En enero de 1822, durante el Trienio Liberal se aprobó una división provincial de España en 52 provincias, agrupadas en 15 regiones. Canarias figuraba como región y provincia. 
Apenas unos meses tras la muerte del absolutista Fernando VII, la división territorial llevada a cabo por Javier de Burgos en 1833 bajo la regencia de María Cristina de Borbón se ha mantenido prácticamente sin cambios (a nivel provincial) hasta la actualidad. Dividía el territorio español en 49 provincias a partir de un criterio racional, con un tamaño relativamente homogéneo y eliminando la mayor parte de los exclaves y enclaves propios del Antiguo Régimen.

## Capitalidad
Se puede considerar que la capitalidad en Canarias pasó de facto por San Marcial del Rubicón (en Lanzarote), Betancuria (en Fuerteventura), Las Palmas de Gran Canaria (en Gran Canaria) y San Cristóbal de La Laguna (en Tenerife), hasta que en 1843 se confirmó la capitalidad oficial de Canarias a la Villa de Santa Cruz de Tenerife, de nuevo en la isla de Tenerife (de iure, siendo esta última ciudad, la única que ha ostentado tal título de manera oficial), lo que intensificó el disgusto de la burguesía grancanaria, que consideró que la medida no era buena para el conjunto del archipiélago y solo beneficiaba a la burguesía tinerfeña, que además contaba con apoyo en Madrid de los Gobernadores Civiles y de los Comandantes Generales. Comienza el pleito insular, con la lucha por la «división provincial», que fue una de las principales líneas de actuación hasta 1866 del Partido Canario, cuyos principales líderes fueron Antonio López Botas y Cristóbal del Castillo.
Finalmente, durante el Gobierno del general Primo de Rivera, en 1927 se produjo la división de la antigua provincia de Canarias, en dos provincias: 
- Provincia de Santa Cruz de Tenerife, que engloba a las cuatro islas occidentales (Tenerife, La Palma, La Gomera y El Hierro) y roques adyacentes, con capital homónima en el T. M. de Santa Cruz de Tenerife.
- Provincia de Las Palmas, que agrupa las islas orientales: Gran Canaria, Fuerteventura, Lanzarote, La Graciosa, el resto del archipiélago Chinijo y el islote de Lobos. El nombre de la provincia inicialmente era homónimo con su capital, pero al cambiar años más tarde el nombre de la ciudad por Las Palmas de Gran Canaria, se puede diferenciar el nombre de la provincia (que engloba cuatro islas) del nombre del término municipal capital de la misma (Las Palmas de Gran Canaria).